# Тойол
Тойол або туюл — міфічна істота в фольклорі Південно-Східної Азії. Це мертва ненароджена дитина, яку оживив шаман або чорний маг.
Тойол виглядає як муміфікована дитина, з зеленою або сірою шкірою, великою головою, гострими вухами, червоними очима і гострими зубами. Він зазвичай перебуває в темному місці, поки не знадобиться. Він виконує різні дрібні завдання свого господаря. Але, щоб тойол був слухняним, він завжди повинен відчувати себе щасливим, не повинен нудьгувати і його потрібно годувати, вколовши собі палець і дозволяючи йому смоктати вашу кров. Якщо не годувати його, то він буде смоктати кров з пальців рук або ніг ваших родичів, коли вони сплять. Зазвичай, його використовують для того, щоб робити дрібні капості сусідам, або щось вкрасти у них. Щоб позбутися тойола, потрібно похоронити його на кладовищі.